# Thalamoporella komodoensis
Thalamoporella komodoensis is een mosdiertjessoort uit de familie van de Thalamoporellidae. De wetenschappelijke naam van de soort is voor het eerst geldig gepubliceerd in 1986 door Winston & Heimberg.